# 10829 Matsuobasho
10829 Matsuobasho este un asteroid din centura principală de asteroizi.

## Descriere
10829 Matsuobasho este un asteroid din centura principală de asteroizi. A fost descoperit pe 22 octombrie 1993 la Geisei de Tsutomu Seki. Asteroidul prezintă o orbită caracterizată de o semiaxă mare de 2,26 ua, o excentricitate de 0,20 și o înclinație de 7,8° în raport cu ecliptica.